# Смілде
Смілде (нід. Smilde) — село в нідерландській провінції Дренте. Входить до муніципалітету Мідден-Дренте.
Його площа становить 22,96 км², а населення станом на 2021 рік складало 4 500 осіб.
Перша згадка про населений пункт датується 1846 роком.
До 1998 року мало статус окремого муніципалітету.

## Відомі уродженці
- Гендрикьо ван Андел-Сгіппер (1890 – 2005) — нідерландська супердовгожителька, найстаріша людина Нідерландів на момент смерті (115 років).

## Галерея

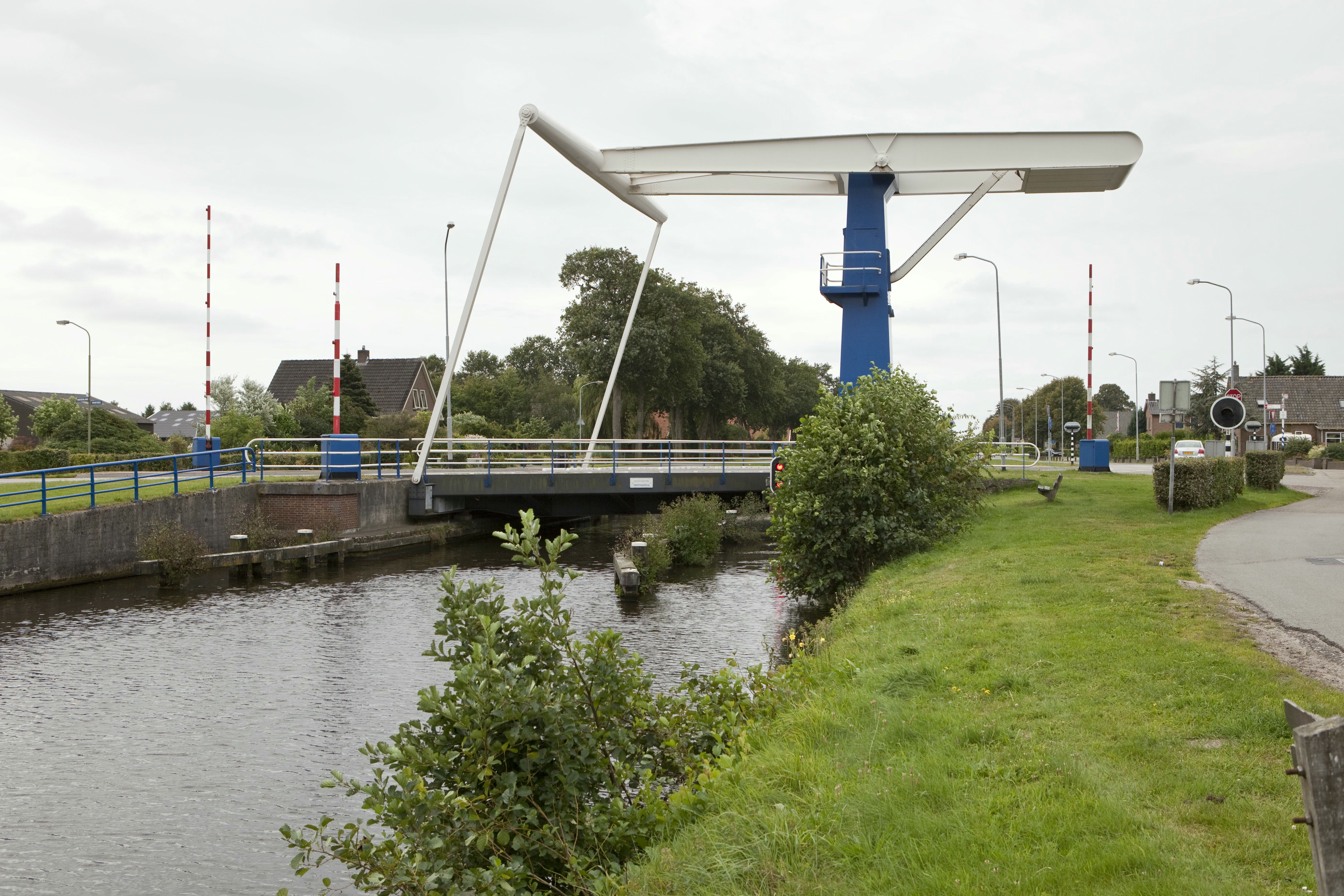
Розвідний міст у Смілде
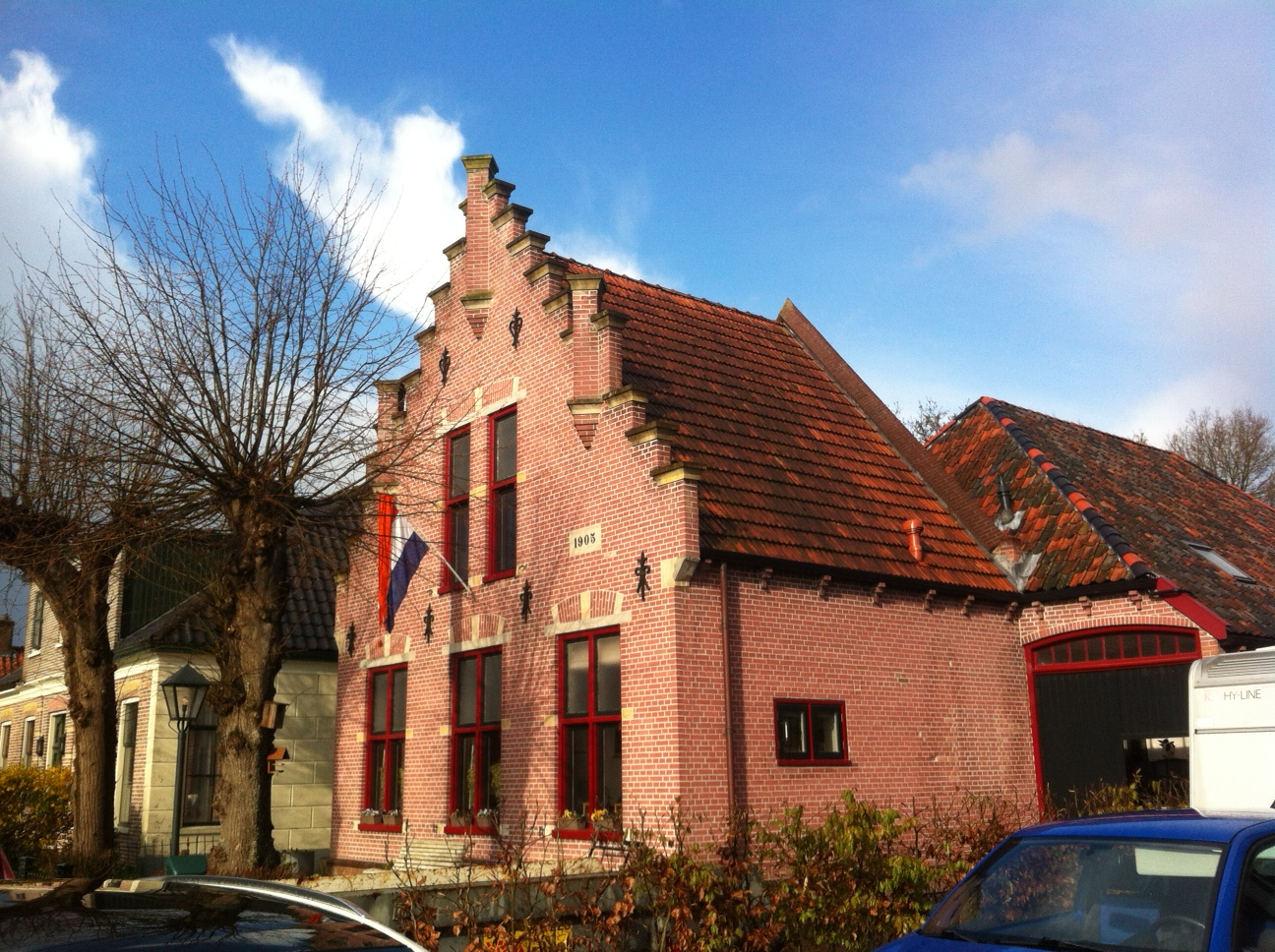
Сільський будинок
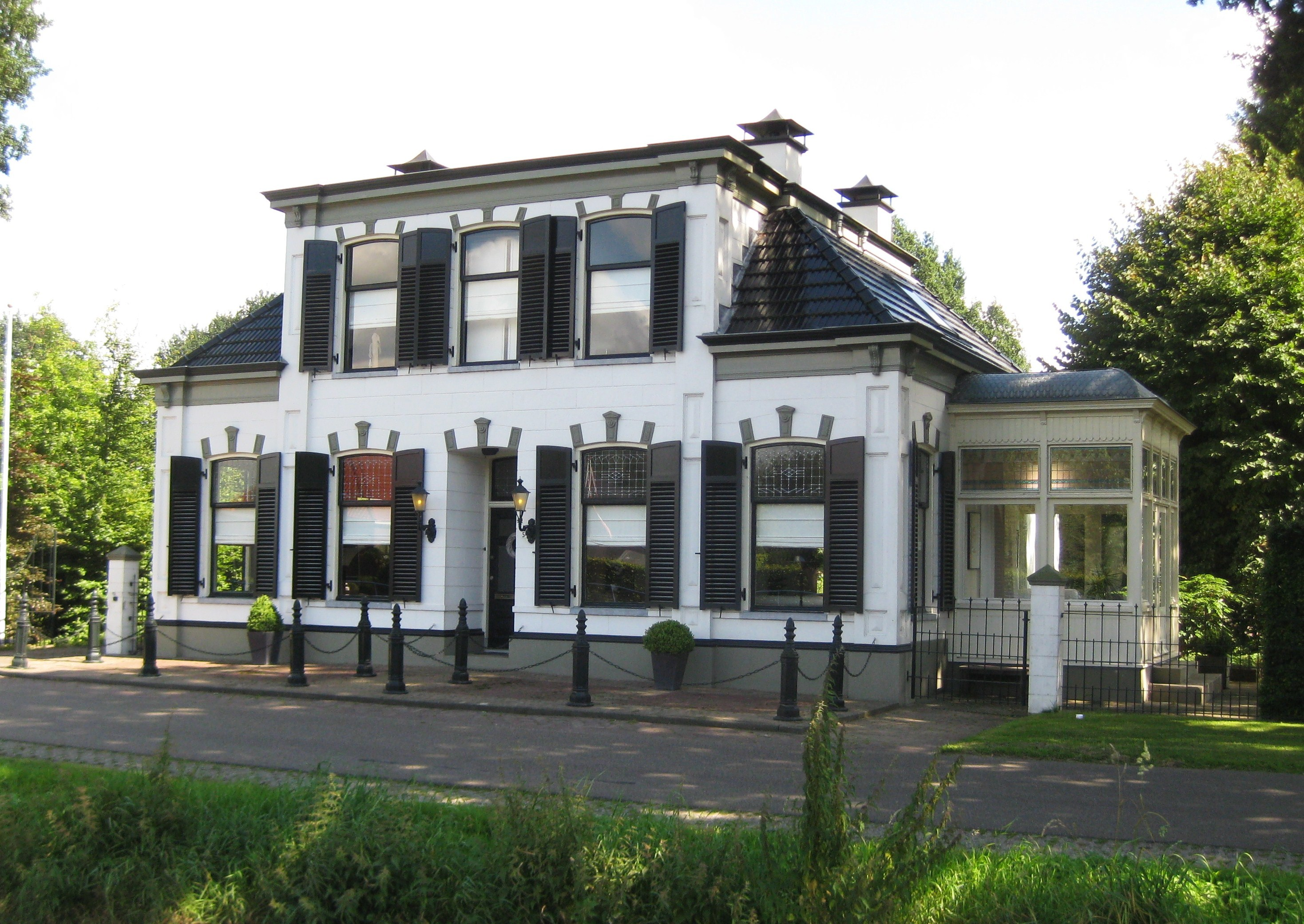
Вілла у Смілде
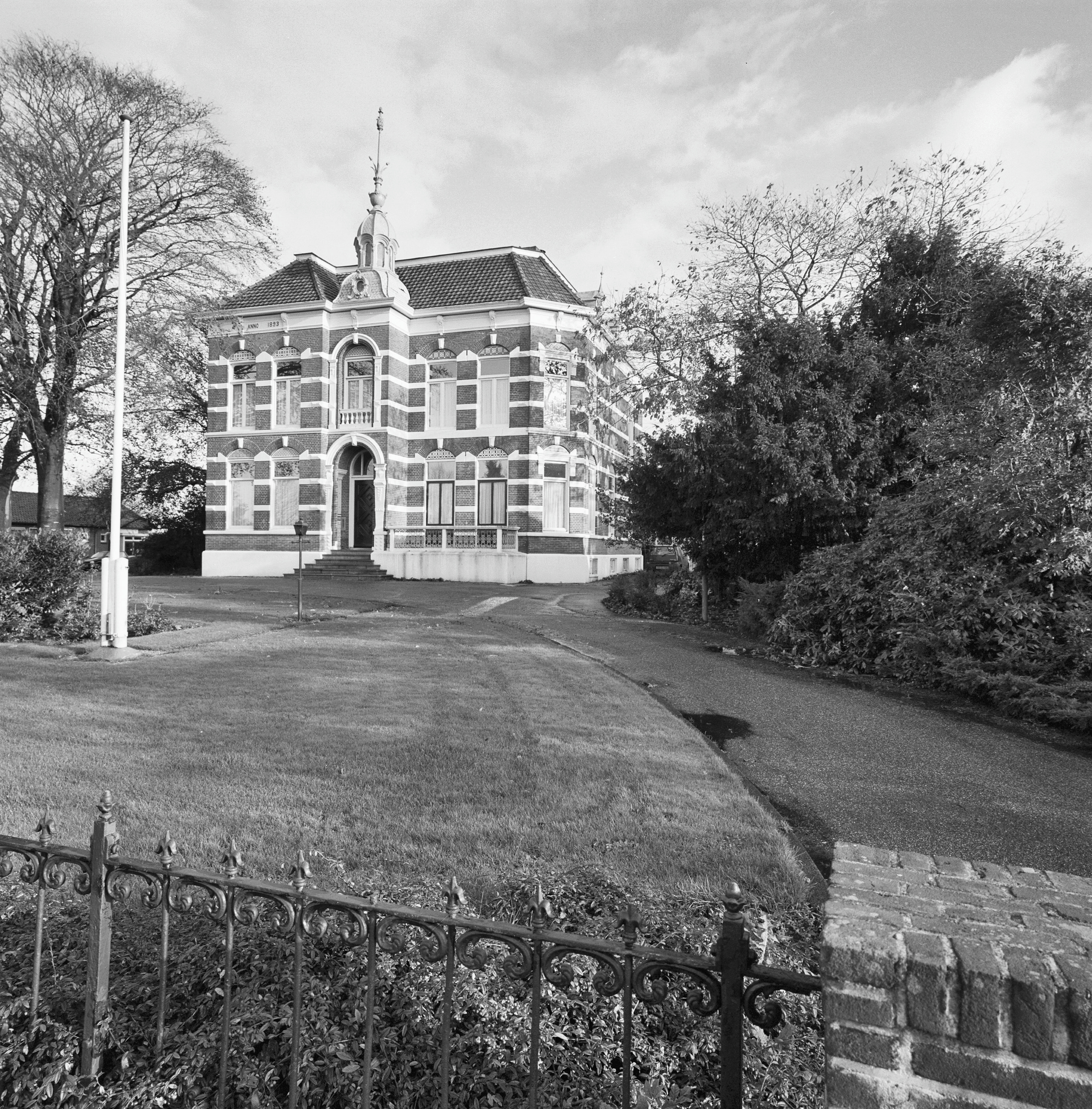
Будівля колишньої мерії